# Kalanchoe rhombopilosa
Kalanchoe rhombopilosa ist eine Pflanzenart der Gattung Kalanchoe in der Familie der Dickblattgewächse (Crassulaceae).

## Beschreibung
Die ausdauernde, kleinbleibende und wenig verzweigte Kalanchoe rhombopilosa erreicht Wuchshöhen von 10 bis 20 Zentimeter. Ihre dicken, verholzten Triebe wachsen aufrecht oder ausgebreitet und sind lang behaart.  Die fleischigen Laubblätter sind wechsel- oder gegenständig und sitzen an 1 bis 3 Millimeter langen Blattstielen. Sie sind 2 bis 3 Millimeter dick, bläulich, grau, graugrün, grüngelb mit zahlreichen Flecken oder dunkelgrün und ohne Flecken. Ihre verkehrt eiförmige bis mehr oder weniger dreieckige Blattspreite ist an der Oberseite leicht konkav, an der Unterseite konvex. Die Blattspreite ist an der Spitze gerundet und unregelmäßig buchtig gekerbt, die Basis ist stark verschmälert-keilförmig.
Der Blütenstand ist eine schlanke, verzweigte und kahle Rispe mit einer Länge von 8 bis 12 Zentimeter. Die aufrechten Blüten sitzen an 1,2 bis 2,5 Millimeter langen Blütenstielen. Die grüngelbe Kelchröhre ist 0,2 bis 0,3 Millimeter lang und endet in kreisrunden bis länglichen Zipfeln, die 1,2 bis 1,5 Millimeter lang und 1,2 bis 1,4 Millimeter breit sind. Die Blütenkrone ist grüngelb bis rosa mit purpurroten Linien. Die 3,5 bis 4 Millimeter lange Kronröhre hat eiförmige, stumpfe Zipfel von 2 bis 3 Millimeter Länge und 1,5 bis 2 Millimeter Breite. Die Staubblätter sind wenig oberhalb der Mitte der Kronröhre angeheftet und ragen aus der Kronröhre heraus. Die Staubbeutel sind eiförmig und von etwa 0,6 Millimeter Länge. Die nahezu quadratischen Nektarschüppchen sind etwa 0,4 Millimeter groß. Das Fruchtblatt ist zwischen 3 und 3,5 Millimeter, der Griffel etwa 2,5 Millimeter lang.

## Systematik und Verbreitung
Kalanchoe rhombopilosa ist in Südwest-Madagaskar im Trockenbusch an schattigen Orten verbreitet. Die Erstbeschreibung erfolgte 1947 durch Jacques Dominique Octave Mannoni und Pierre L. Boiteau.

## Nachweise